# Ava de Denain
Santa Ava es una santa católica. Ava fue la hija de Pipino II de Aquitania. Fue curada de ceguera por San Rainfredis. Más tarde, se convirtió en hermana benedictina, en la Provincia de Henao, que se encuentra hoy en día en Bélgica, y fue elegida abadesa en el año 845.
Fue aclamada santa antes de que se produjera el proceso de canonización, por lo que habría sido proclamada santa en su muerte por las personas que sabían de su santidad.
Su festividad es el 29 de abril.